# El Remudadero, Guerrero
El Remudadero är en ort i Mexiko.   Den ligger i kommunen Cutzamala de Pinzón och delstaten Guerrero, i den södra delen av landet, 180 km sydväst om huvudstaden Mexico City. El Remudadero ligger 290 meter över havet och antalet invånare är 184.
Terrängen runt El Remudadero är kuperad österut, men västerut är den platt. Runt El Remudadero är det ganska tätbefolkat, med 60 invånare per kvadratkilometer. Närmaste större samhälle är Cutzamala de Pinzón, 7,7 km söder om El Remudadero. Omgivningarna runt El Remudadero är en mosaik av jordbruksmark och naturlig växtlighet.